# Хичево
Хичево (пол. Chyczewo) — село в Польщі, у гміні Рацьонж Плонського повіту Мазовецького воєводства.
Населення — 34 особи (2011).
У 1975-1998 роках село належало до Цехановського воєводства.

## Демографія
Демографічна структура станом на 31 березня 2011 року:
|          | Загалом | Допрацездатний вік | Працездатний вік | Постпрацездатний вік |
| -------- | ------- | ------------------ | ---------------- | -------------------- |
| Чоловіки | 15      | 2                  | 11               | 2                    |
| Жінки    | 19      | 3                  | 12               | 4                    |
| Разом    | 34      | 5                  | 23               | 6                    |